# AOX
AOX este metoda de determinare a ionilor de halogenuri, legați sau nu de substanțe organice din ape, nămoluri, sedimente. Substanțele organice sunt adsorbite pe cărbune activ, într-un mic tubușor, care este calcinat la 950º Celsius, ionii de halogen obținuți fiind determinați, prin titrarea culometrică cu ajutorul unui electrod de argint.